# 김해대학역
김해대학(안동)역(Gimhae College (Andong) station, 金海大學(安洞)驛)은 경상남도 김해시 안동에 위치한 부산-김해경전철의 역이다.

## 특징
이 역 근처에는 안동공단이 있다. 역명과는 달리 이 역에서 김해대학교까지는 3.7 km 떨어져 있고 이 역에서 김해대학교까지 가는 시내버스 노선도 없으므로 다른 교통수단을 이용해야 한다. 개통 초기 김해시청이 안동역.김해대입구로 역명 변경을 추진하였으나 무산되었다.

### 승강장
2면 2선 상대식 승강장으로 운영되고 있으며,승강장에는 스크린도어가 설치되어 있다.
| 지내↑   |
| \| 상   |
| ↓인제대 |

| 상행 | ● 부산-김해 경전철 | 사상 방면   |
| 하행 | ● 부산-김해 경전철 | 가야대 방면 |

## 역 주변
- 경향신문사 김해공장
- 안동공단
- 한국가스안전공사
- 신어교

## 인접한 역
| 부산-김해경전철   | 부산-김해경전철    | 부산-김해경전철       |
| ----------------- | ------------------ | --------------------- |
| 11 지내 사상 방면 | ● 부산-김해 경전철 | 13 인제대 가야대 방면 |